# Golem (videogioco)
Golem è un videogioco sviluppato da Highware Games per la console per videogiochi PlayStation 4, giocabile con il visore per la realtà virtuale. È stato distribuito il 15 novembre 2019. Ed è solo in lingua inglese.

## Sviluppo
Golem è il gioco di debutto dello studio indipendente Highware Games con sede a Seattle. Lo studio è stato fondato nel 2015 dagli ex-dipendenti di Bungie Martin O'Donnell e Jaime Griesemer, insieme a Jared Notfle, co-fondatore di Airtight Games. Vic Deleon lasciò il suo lavoro alla 343 industries per entrare a far parte del team di sviluppo come direttore artistico e Travis Brady divenne direttore artistico dei personaggi.
Golem è stato sviluppato per la PlayStation 4 ed utilizza il visore per la realtà virtuale. Il gioco è stato sviluppato utilizzando Unreal Engine 4. Highwire contattò Epic Games per ricevere assistenza sullo sviluppo del gioco di realtà virtuale.
O'Donnell, che ebbe il ruolo di compositore, lanciò una campagna Kickstarter per sviluppare un "prequel musicale" di Golem.

## Storia
Twine, una ragazza gravemente ferita in un incidente,  nutre una forte vena avventurosa. In Golem il personaggio entrerà nel suo misterioso mondo di fiabe. Ella non è in grado di scendere dal letto, durante la convalescenza, ma non smette di eplorare il mondo tramite i suoi sogni. Un giorno scopre di poter avere potere sui Golem, crearli, controllarli e vedere attraverso i loro occhi.

## Pubblicazione
Golem è stato annunciato per la prima voltà nel dicembre 2015. La pubblicazione del gioco era programmata per il 13 marzo 2018, ma ci furono diversi ritardi per un ulteriore perfezionamento. Il 19 agosto, Highwire Games ufficializzò l'uscita del gioco ad autunno 2019.